# Trieste (L 9890)
Trieste é uma futura unidade anfíbia multifuncional para a Marinha Militar Italiana, classificada oficialmente como Landing Helicopter Dock (LHD). Irá substituir o porta aviões Giuseppe Garibaldi e um dos navios de assalto classe San Giorgio quando entrar em serviço por volta de 2023.
O navio será equipado com helicópteros pesados e médios (EH101 e NH90, respectivamente) e aeronaves F-35B.  Ele terá uma doca flutuável abaixo do nível do hangar capaz de acomodar embarcações de desembarque anfíbio como LCM , LCAC , L-CAC e novos navios L-CAT (Catamarãs).
A unidade está sendo construída na instalação de Castellamare di Stabia da Fincantieri, perto de Nápoles. O primeiro corte ocorreu em janeiro de 2017, espera-se que a construção seja concluída em 2019, enquanto a entrega oficial para a Marinha italiana ocorrerá por volta de 2022.
Será o maior navio da marinha italiana junto com Cavour.

## Capacidades aéreas
A unidade apresentará um deck de voo de 230m x 32 m cobrindo uma área de cerca de 7400 m² com 9 pontos de decolagem para helicópteros pesados ou 4 F-35B. Além disso a unidade poderá hospedar em condições de plena operação 14-20 aeronaves de diversas configurações (provavelmente 4-6 F-35B  e 8-10 helicópteros. O hangar de 2600 m² possui dimensões portar até 14 aeronaves, também de diversos tipos. Existirão dois elevadores localizados na popa de 15m x 15m com capacidade de carga máxima de 42 toneladas.
Todas as operações de voo serão controladas pela ilha na popa.

## Capacidades anfíbias
Abaixo do hangar com uma área de 2300 m² estarão as instalações anfíbias, com uma doca alagável com dimensões de 55m por 15m para o ingresso de 4 LCM (navios anfíbios de desembarque) do modelo LC23 ou 1 LCAC/LCAT.
As capacidades anfíbias do navio são altamente avançadas, sendo a principal arma da unidade.
Os LCM terão condições de transportar 1 Ariete, 5 Iveco LMV Lince, 1 Centauro, 1 Freccia ou 300 soldados.